# Here comes the son
Here comes the son es el 64to episodio de la serie de televisión norteamericana Gilmore Girls.

## Resumen del episodio
Tras discutir con Luke y terminar el último año, Jess viaja hacia California, y busca la casa de su padre, y ve cómo es la vida de este, e intenta construir una relación con él. Jimmy afirma que él quizás no sería un gran padre, así que le pregunta a su novia Sasha si su hijo puede quedarse con ellos, y Sasha acepta. De regreso en Stars Hollow, mientras que los exámenes finales de Rory están por acercarse, Luke le informa a Lorelai que Jess se ha ido a California. Lorelai no sabe cómo decirle a Rory la noticia de la partida de Jess, pues está bastante estresada, así que decide esperar el momento adecuado para decírselo. Por otra parte, mientras se encuentra en la escuela, Rory recibe una llamada de su abuela y va a su casa para ver con qué vestimenta los Gilmore quedarían bien con la toga de Rory. Lorelai aparece en casa de sus padres, y cuando descubre que Emily no quería que Lorelai se quedara a cenar, un nuevo enfrentamiento se produce entre madre e hija. Finalmente, Lorelai se sorprende cuando le dicen que, debido a que ha recibido un cheque por 75,000 dólares, no podrá acceder a la ayuda financiera que solicitó para pagar Yale.